# Ratsapotheke (Apothekentyp)
Eine Ratsapotheke oder Stadtapotheke war historisch eine Apotheke im Besitz der Stadt, die vom Stadtrat an einen Apotheker verpachtet wurde. Bis heute hat sich diese Geschichte im Namen vieler bestehender Apotheken erhalten.

## Geschichte
Als im ausgehenden Mittelalter die ersten Apotheken entstanden, gab es keine Gewerbefreiheit. Unternehmer, darunter auch Apotheker, bedurften für die Ausübung ihres Geschäftes eine Konzession oder ein Privileg. Ein Apotheker musste daher den Fürsten oder den Rat bei freien Städten um eine solche Konzession bitten. Erteilung und Erwerb einer Konzession wurde vielfach von der Qualifikation des Bewerbers und seinen finanziellen Möglichkeiten abhängig gemacht.
Andererseits bemühten sich auch die Stadträte, insbesondere die der reichen Reichs- und Hansestädte, um die Ansiedlung von Apothekern. Der Rat beauftragte den Apotheker mit der Arzneimittelherstellung. Der Apotheker arbeitete entweder auf eigene Rechnung oder wurde (z. B. in Nürnberg, Augsburg oder Regensburg) von der Stadt besoldet. Da die Apotheke im Besitz von Rat oder Stadt war, wurde die Bezeichnung Ratsapotheke oder Stadtapotheke geführt.

## Namensbestandteil
Für die Apotheken, die Ratsapotheke im Namen tragen, siehe Ratsapotheke, für Stadtapotheke entsprechend Stadtapotheke.